# Saint-Bonnet-de-Chavagne
Saint-Bonnet-de-Chavagne ist eine französische Gemeinde mit 659 Einwohnern (Stand: 1. Januar 2022) im Département Isère in der Region Auvergne-Rhône-Alpes (vor 2016: Rhône-Alpes). Sie gehört zum Arrondissement Grenoble und zum Kanton Le Sud Grésivaudan. Die Einwohner werden Chavanais genannt.

## Geographie
Die Gemeinde Saint-Bonnet-de-Chavagne liegt in den Vorbergen des Vercors-Massivs westlich der Isère am Fluss Furand, etwa 39 Kilometer westsüdwestlich von Grenoble in der historischen Landschaft Dauphiné. Umgeben wird Saint-Bonnet-de-Chavagne von den Nachbargemeinden Saint-Antoine-l’Abbaye im Norden, Chatte im Nordosten und Osten, Saint-Hilaire-du-Rosier im Osten und Süden, Saint-Lattier im Südwesten sowie Montagne im Westen und Nordwesten. 

## Bevölkerungsentwicklung
| Jahr                       | 1962 | 1968 | 1975 | 1982 | 1990 | 1999 | 2006 | 2014 | 2021 |
| -------------------------- | ---- | ---- | ---- | ---- | ---- | ---- | ---- | ---- | ---- |
| Einwohner                  | 450  | 398  | 380  | 372  | 378  | 449  | 582  | 635  | 656  |
| Quellen: Cassini und INSEE |      |      |      |      |      |      |      |      |      |

## Sehenswürdigkeiten
- Kirche Saint-Bonnet
- Kapelle Saint-Étienne
- Donjon aus dem Jahre 1316
- Schloss L'Arthaudière, ursprünglich aus dem 13. Jahrhundert, im 18. Jahrhundert umgebaut, Monument historique

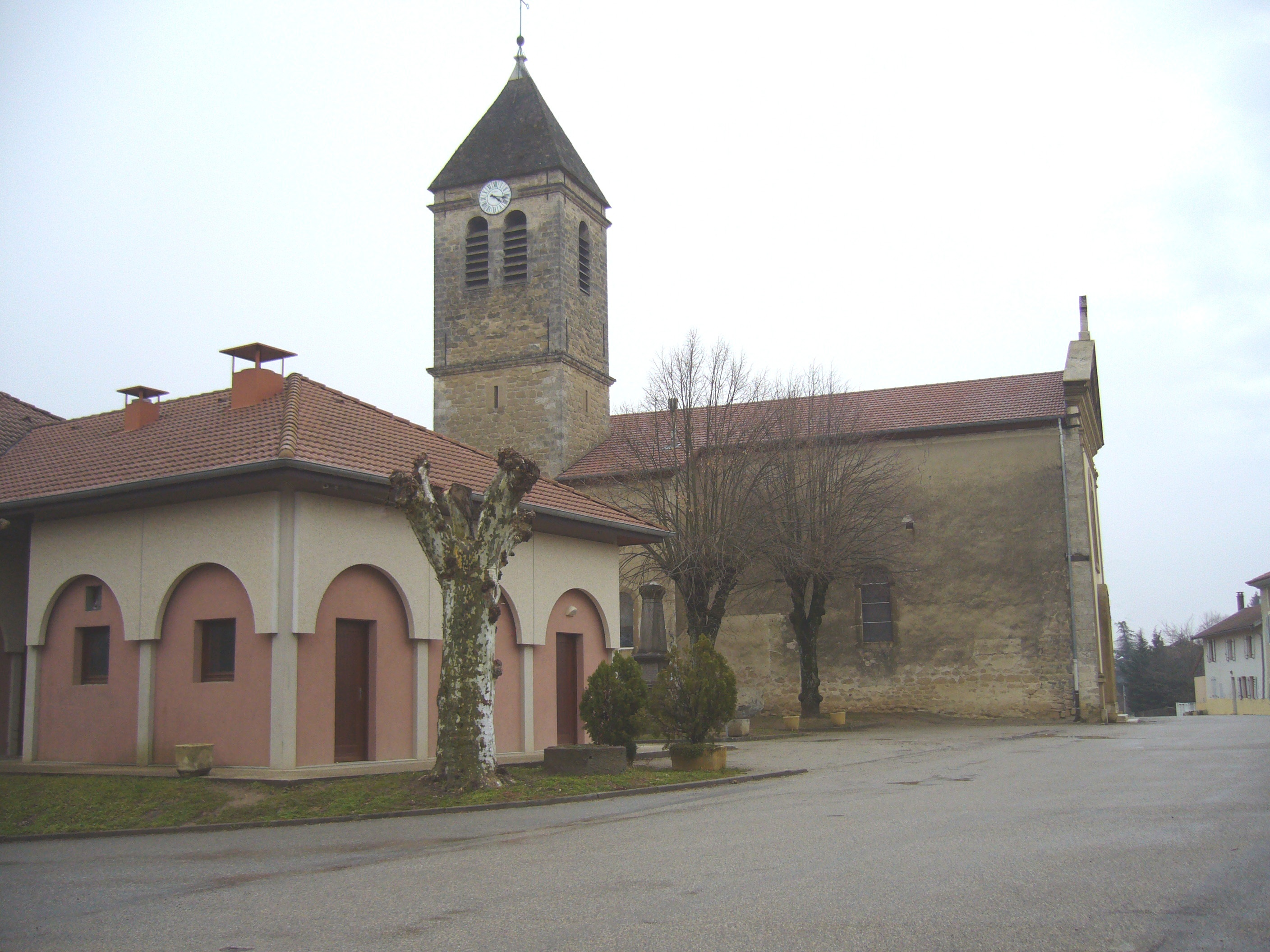
Kirche Saint-Bonnet
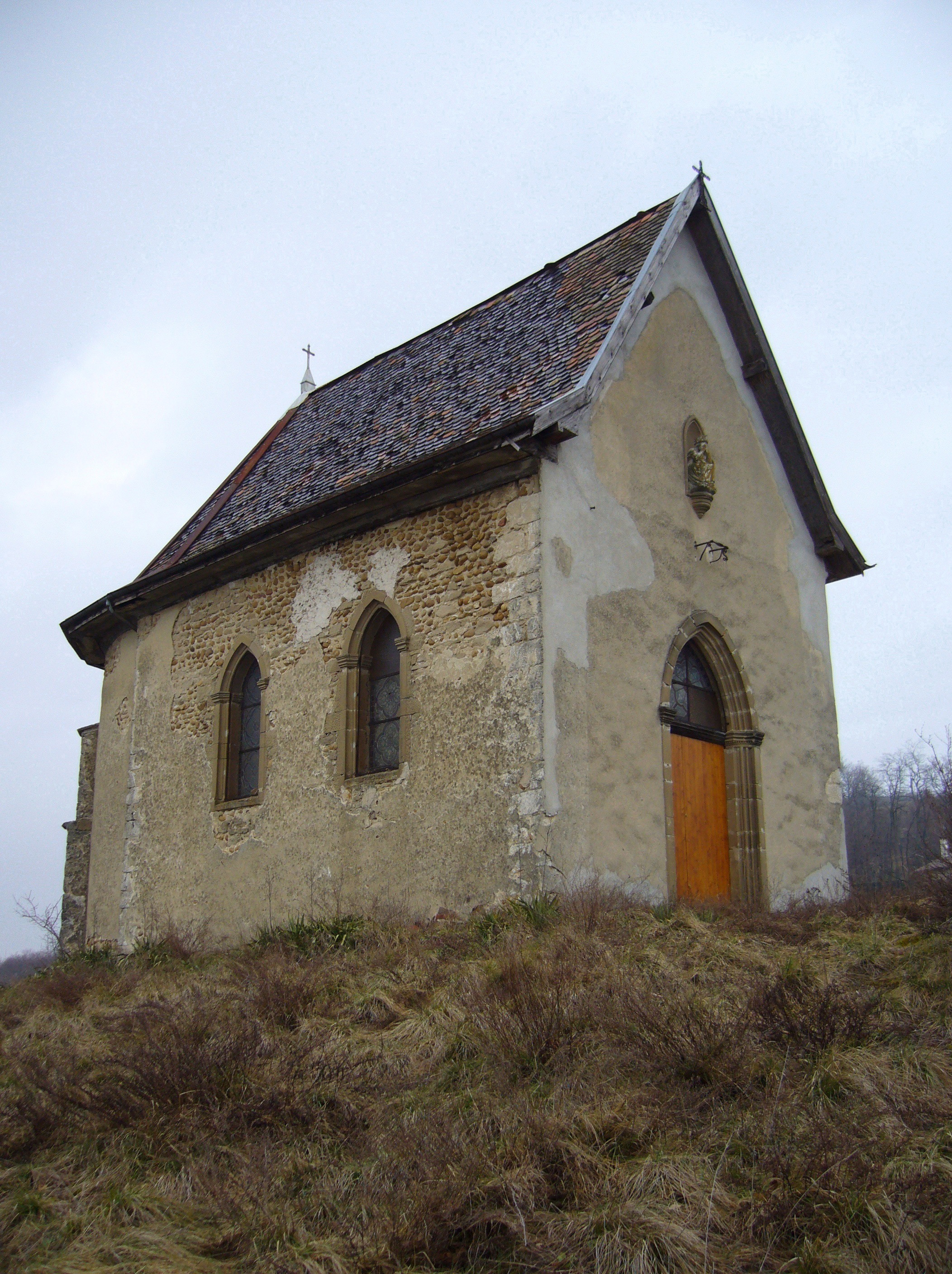
Kapelle Saint-Étienne
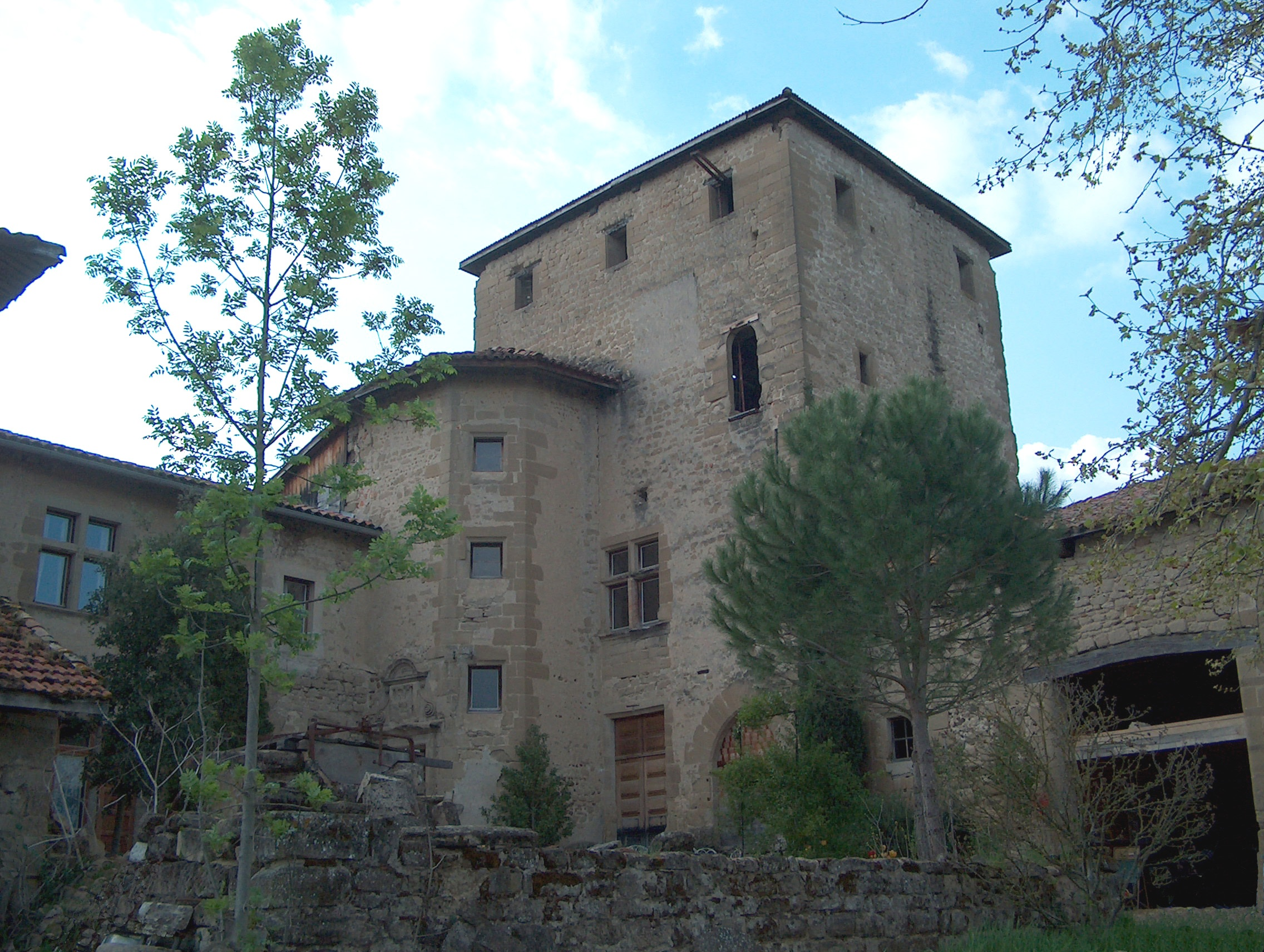
Donjon
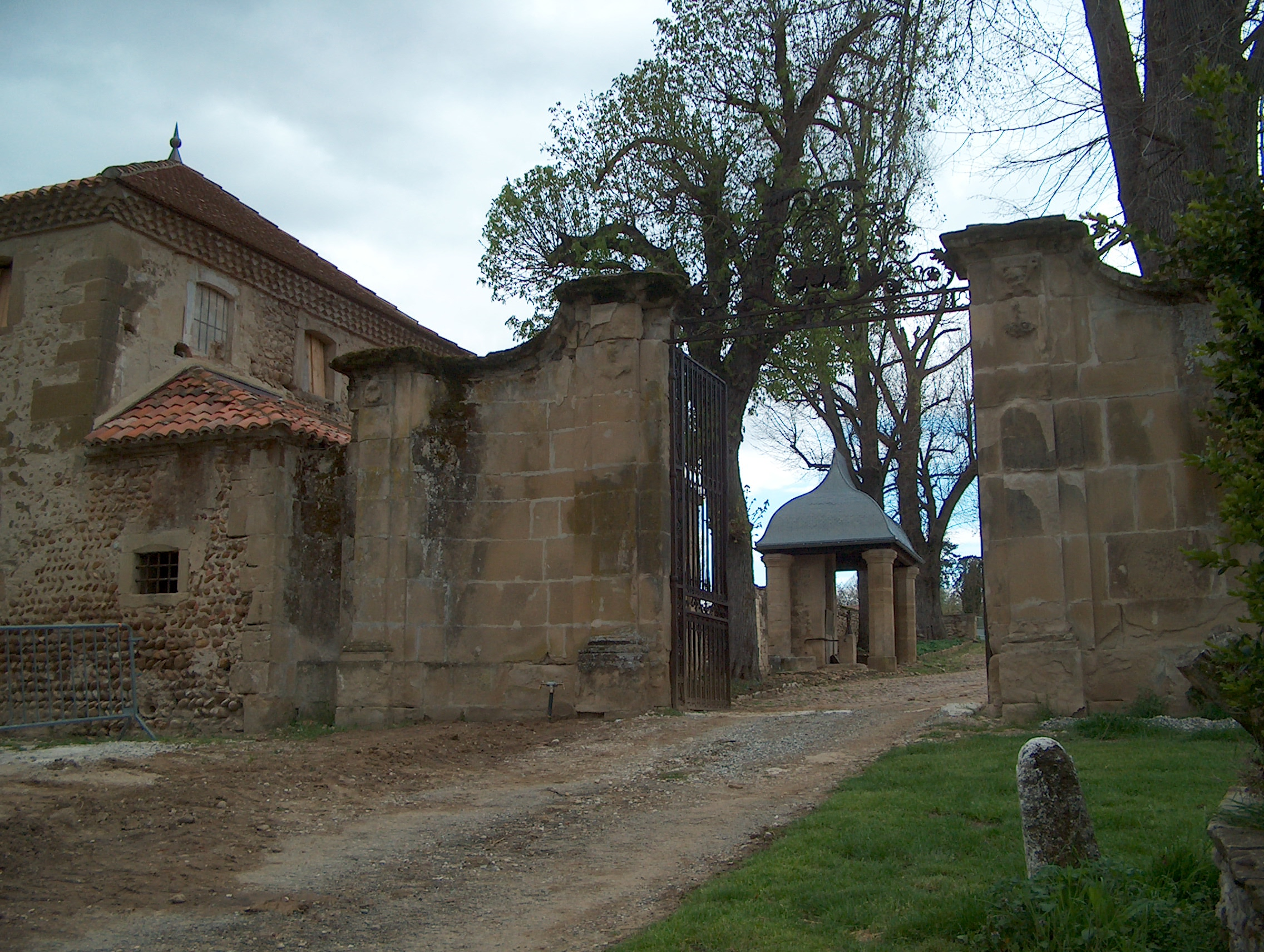
Schloss L'Arthaudière